# Masters de Hamburgo 1991
El Abierto de Hamburgo de 1991 fue un torneo de tenis jugado sobre tierra batida, que fue parte de las Masters Series. Tuvo lugar en Hamburgo, Alemania, desde el 4 de mayo hasta el 11 de mayo de 1991.

## Campeones

### Individuales
Karel Nováček vence a  Magnus Gustafsson, 6–3, 6–3, 5–7, 0–6, 6–1

### Dobles
Sergio Casal /  Emilio Sánchez vencen a  Cassio Motta /  Danie Visser, 7–6, 7–6